# Deniers privés réglementés
Les deniers privés réglementés sont les fonds confiés aux organismes publics.

## Spécificité
Les deniers privés réglementés se distinguent des deniers publics en ce sens que les premiers sont confiés aux organismes publics  tandis que les seconds leur appartiennent. Il s'agissait par exemple des dépôts des particuliers auprès du Trésor, les fonds particuliers. Ils se rapprochent, dans le principe des deniers appartenant à des organismes publics astreints à l'obligation de dépôt de leurs fonds au Trésor que l'on appelle les correspondants du Trésor, qui sont confiés à un comptable public agissant pour le compte de l'État. Mais ces fonds, dans une caisse publique, conservent leur qualité de deniers publics. Les deniers privés réglementés sont donc les fonds qui appartiennent à une personne privée et qui sont déposés auprès d'un comptable public.